# 木卫二十二
木卫二十二又稱為「哈爾帕呂刻」(S/2000 J 5, Harpalyke)，是环绕木星运行的一颗逆行不規則卫星。在2000年斯科特·謝帕德領導的天文小組於夏威夷大學發現，並暫時給他一個叫做S/2000 J 5的臨時編號，
直到2003年才以希臘神話中的女神哈爾帕呂刻（Harpalyke）命名，而祂是克呂墨諾斯（Klymenos）的女兒。 
木卫二十二屬於阿南刻群，是一種傾斜角介於145.7°到154.8°，而且距離木星1930000公里到2270000公里的木星衛星群。木卫二十二距離木星21,105,000公里，半徑2.2公里，平均密度約2.6g/cm3，公轉木星一圈需要623.34地球日，離心率為0.2259，軌道傾角148.644°，反照率4%，光度約22.2。